# Lepidochrysops procera
Lepidochrysops procera är en fjärilsart som beskrevs av Henry Trimen 1893. Lepidochrysops procera ingår i släktet Lepidochrysops och familjen juvelvingar. Inga underarter finns listade i Catalogue of Life.